# Music Corporation of America

MCA-logo

De Music Corporation of America (ingeschreven als MCA Inc.) was een Amerikaans mediabedrijf, dat voornamelijk in de muziek- en televisie-industrie actief was. 
MCA Records was het bekendste platenlabel met MCA in de naam. Het bedrijf is tegenwoordig onderdeel van de Universal Music Group (dochteronderneming van Vivendi). In 2003 werd het samengevoegd met Geffen Records, waarbij uitsluitend de merknaam Geffen overbleef.

## Historie

### Oprichting
MCA werd in 1924 in Chicago door Jules Stein opgericht, aanvankelijk als boekingskantoor voor muzikanten en bands. Met de opkomst van de geluidsfilm vertegenwoordigde MCA ook acteurs.

### 1948-1962
In 1948 werd de plicht voor acteurs die in de Hollywood-studio's wilden werken, om ingeschreven te staan bij hun boekingskantoor dat voor hen besliste waar ze konden werken, opgeheven. MCA, dat grote aantallen artiesten vertegenwoordigde, werd hierdoor invloedrijker. Omstreeks 1958 kocht het bedrijf het studioterrein Universal City voor elf miljoen dollar van het noodlijdende Universal Pictures. MCA bezat slechts het terrein en niet de studio die erop gevestigd was, maar in ruil voor filmcontracten bij Universal met de aangesloten deelnemers moderniseerde MCA de studio's.

### 1962-1979
In 1962 nam MCA het Amerikaanse platenbedrijf Decca Records Inc. (dochteronderneming van het Britse Decca Records) over, waarmee het zich in de platenindustrie inkocht. De filmstudio Universal-International Pictures Inc., sinds 1953 eigendom van Decca Records Inc., was onderdeel van de deal. Na de overname werd de naam weer in Universal Pictures veranderd. Het moederbedrijf werd omgedoopt in MCA/Universal Pictures Inc..
Omdat Decca Records USA uitsluitend naamrechten voor Decca in de Verenigde Staten had, waren de platenlabels Brunswick Records en Coral Records opgericht. Deze werden in 1968 samengevoegd tot het label MCA Records. In 1973 werd ten slotte in de VS de naam Decca door MCA vervangen door MCA Records.
In 1975 werd ook de uitgever G. P. Putnam's Sons door MCA overgenomen.

### Na 1979
Vanaf 1979 breidde MCA zijn muziektak uit door aankopen van ABC Records, Chess Records (1985) en de legendarische Motown Record Company (1988). In 1990 volgden GRP Records en Geffen Records. 
In 1990 werd de gehele MCA-holding voor 6,1 miljard dollar door het Japanse elektronicabedrijf Matsushita gekocht.
Nadat het Canadese concern Seagram in 1995 80 % van MCA overnam van Matsushita voor 5,7 miljard, veranderde de nieuwe eigenaar de naam: MCA Inc. werd Universal Studios, terwijl MCA Music Entertainment Group veranderd werd in Universal Music Group.
Motown werd in 1993 aan Polygram verkocht.
In 2003 werd het label MCA Records met Geffen Records samengevoegd. Het laatste actieve MCA Records-label is MCA Nashville Records.

## zie ook
- NBC Universal